# Ernst Westerlund

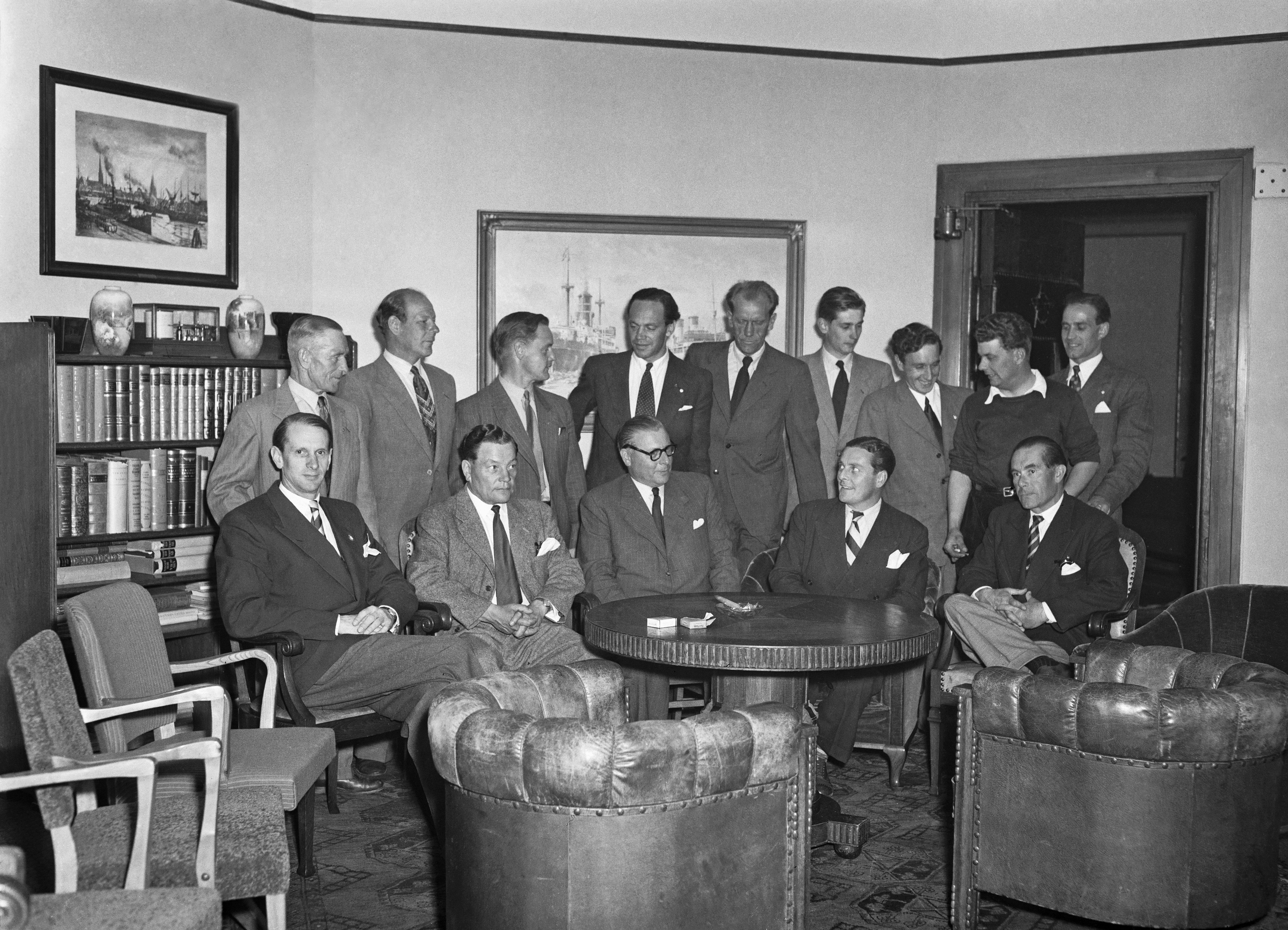
Die finnischen Olympia-Segler 1952. Sitzend von links nach rechts: Mannschaftsführer Rote Hellström, die Rudergänger Ernst Westerlund, Hans Dittmar, René Nyman und Eric Fabricius. Stehend von links nach rechts: Paul Sjöberg, Adolf Konto, Rolf Turkka, Christian Ilmoni, Ragnar Jansson, Erik Stadigh, Leo Nagornoff, Aarne Castrén und Bror Johansson.

Ernst Theodor Georgsson Westerlund (* 19. März 1893 in Kimito; † 13. Oktober 1961 in Helsinki) war ein finnischer Segler.

## Erfolge
Ernst Westerlund, der für Merenkävijät segelte, nahm zweimal an Olympischen Spielen in der 6-Meter-Klasse teil. Bei den Olympischen Spielen 1948 in London belegte er als Skipper der Raili noch den neunten Platz, ehe er vier Jahre darauf in Helsinki mit der Ralia Dritter wurde. Gemeinsam mit seiner Crew Ragnar Jansson, Paul Sjöberg, Adolf Konto und Rolf Turkka sicherte er sich hinter den US-Amerikanern um Herman Whiton und dem von Finn Ferner angeführten norwegischen Boot die Bronzemedaille.